# HMS Hind (1785)
Pour les autres navires du même nom, voir HMS Hind.
Le HMS Hind est une frégate de sixième rang classe Coventry de la Royal Navy, équipée de 28 canons. 

## Conception
En 1756, Sir Thomas Slade conçut la classe de frégate Coventry en se fondant sur le HMS  Lyme de 1748. Les changements apportés visaient à « mieux mettre les hommes et transporter les canons ». Le HMS Hind fut conçu avec de légères modifications de la classe Coventry. Un bateau jumeau était prévu, le Laurel, mais il fut annulé.

## Carrière
Après son lancement, le Hind fut complété de 1785 au 24 novembre 1787 au chantier naval de Deptford, sur la rive sud de la Tamise. La frégate fut armée en mai 1790, lorsqu'elle entra en service sous le commandement du capitaine Alexander Cochrane. Elle resta sous ses ordres jusqu'en 1793. Le neveu du capitaine, Thomas Cochrane, vit son premier service en mer sur cette frégate avec son oncle. En 1794, la frégate était commandée par le capitaine Philip Duham, puis par le capitaine Philip Lee en 1795, et par le capitaine John Bazely en 1796. En juin, 1797, le commandement passa au capitaine Joseph Larcom, qui resta avec la frégate jusqu'à ce qu'elle soit retirée du service après la paix d'Amiens de 1802.
Le bateau fut remis en état à Frindsbury, dans le Kent, en 1804-05. Il fut ensuite armé au chantier naval de Chatham sur la Medway, sous le commandement du capitaine Francis Fane voguant dans la Méditerranée. En avril 1808, le commandement fut transmis au capitaine Richard Vincent, puis au capitaine John Lumley en 1809. En 1810, le navire fut sous les ordres du capitaine Spelman Swaine avant d'être démantelé au chantier naval de Deptford en juillet 1811.